# Кемпно (Поморське воєводство)
Кемпно (пол. Kępno) — село в Польщі, у гміні Слупськ Слупського повіту Поморського воєводства.
У 1975—1998 роках село належало до Слупського воєводства.